# Katie Hoffová
Katherine Elise "Katie" Hoffová (nepřechýleně Hoff; * 3. června 1989 v Palo Alto v Kalifornii) je americká plavkyně. Je všestrannou plavkyní a své největší úspěchy dosáhla na polohových závodech na 200 m a na 400 m.

## Kariéra
Katie Hoffová se roku 2004 poprvé ve svých patnácti letech dostala na olympiádu. V polohovce na 400 m skončila na 17. místě s celkovým časem 4 min 47,49 s. Polohovka 200 m byla o něco lepší, skončila na 7. místě s časem 2 min 13,97 s. O rok později na mistrovství světa již na obou polohových tratích zvítězila a byla i členkou zlaté americké štafety na 4 × 200 m volným stylem. Všechny tři tituly také o dva roky později na světovém šampionátu obhájila. V polohovém závodě na 400 m také vytvořila světový rekord. Ten později ještě vylepšila na americkém šampionátu. Pro olympiádu 2008 byla hlavní favoritkou polohových závodů. Médii byla dokonce pasovaná do role "ženského" Michaela Phelpse vzhledem šíři disciplín, ve kterých měla bojovat o medaili. Její program však byl až příliš nabitý, olympiáda se jí výsledkově nevydařila. V individuálních závodech získala stříbro a bronz na 400 m volný způsob a polohově, na obou polovičních tratích skončila čtvrtá a v závodě na 800 m volný způsob se vůbec nedostala do finále. Po olympiádě si dala delší pauzu a nestihla se před mistrovstvím světa 2009 dostat do optimální formy, na šampionát se z americké kvalifikace nedostala.

## Ocenění
- americká plavkyně roku 2005, 2006, 2007